# Suspiria
Suspiria je talijanski horror film iz 1977. kojeg je režirao Dario Argento, a koji je prvi dio njegove neslužbene triologije o zlim silama koje žele doći na zemlju (drugi je film “Inferno”, a treći, “Mother of Tears” je najavljen za 2007. godinu ). Radnja se vrti oko mlade djevojke koja pohađa školu za balet u kojoj se počinju događati sablasni događaji. Entertainment Weekly ga je proglasio 18. najstrašnijim filmom svih vremena.

## Filmska ekipa
Režija: Dario Argento
Glume: Jessica Harper (Suzy Bannion), Stefania Casini (Sara), Joan Bennett (Madame Blanc), Flavio Bucci (Daniel), Susanna Javicoli (Sonia) i dr.

## Radnja
Freiburg, Njemačka. Mlada američka djevojka Suzy je stigla na aerodrom letom iz SAD-a. Pada kiša i ona odluči pozvati taksi. Stigne do plesne akademije u koju se upisala te pozvoni na ulazna vrata, ali joj nitko ne otvori. Pošto pada kiša odluči vratiti se u taksi te prenoćiti u hotelu. No pri odlasku u šumi nakratko ugleda siluetu neke djevojke koja svjetli u mraku. Djevojka je studentica u školi i te noći ugleda svjetleče oči u noći te biva brutalno ubijena od nekoga. Sutradan se Suzy vrati u akademiju. Ovog puta joj profesorice i Madame Blanc otvore vrata te se ispričaju jer joj prethodni dan nisu otvorile. 
Suzy se smjesti u jednoj sobi u školi te se sprijatelji s djevojkom Sarom. No ubrzo se počinju događati čudne stvari u zgradi. Djevojke otkriju u katu iznad sebe leglo crva. Suzy jednog dana u hodniku sretne neku spodobu koja ju zabljesne nečim, te nakon toga postane anemična i tijekom plesa padne u nesvijest. Slijepac, koji je svirao na klaviru škole, biva ubijen od vlastitog psa vodiča. Kada i Sara tajnovito nestane, Suzy postaje sumnjičava te otkrije da je školu davno osnovala jedna vještica zvana Helena. Otkrivši tajni prolaz, Suzy uđe u tajne prostorije te primijeti da su profesorice vještice koje se bave crnom magijom. Ubije glavnu vješticu te pobjegne van, a cijela škola se zapali.

## Zanimljivosti
- Dario Argento je isprva planirao da škola za balet ima djevočice stare samo 12 godina. No studio i producent filma su uložili veto jer bi tako mračan film bio iznimno težak za snimiti s malom djecom a sigurno bi bio i zabranjen. Argento je stoga povisio starost protagonista na 20 godina, ali nije promijenio scenarij, tako da neki dijalozi isijavaju naivnošču.
- Ovo je bio posljednji film koji je snimila Joan Bennett.
- Prvotno je glavnu ulogu trebala igrati Daria Nicolodi, Argentova djevojka s kojom je napisao scenarij. No, on se na kraju ipak odlučio za mlađu Jessicu Harper. Ipak, Nicolodi se nakratko javlja u uvodnoj sceni na aerodoromu.
- Talijanski slogan za film je glasio: „Jedina stvar strašnija od zadnjih 12 minuta ovog filma su prvih 80“. No američki ga je distributer krivo preveo te umjesto 80 stavio 92 minute, tako da su neki krivo pomislili da cijeli film traje 104, a ne 92 minute.

## Kritike
Većina kritičara je hvalila "Suspiriju". Ed Gonzalez je pisao samo pohvale: "Postoje horor filmovi koji straše i postoje horor filmovi koji uzdrmaju osjetila; "Suspiria" ih još uvijek trese i 25 godina nakon nastanka...Svaki, baš svaki kadar je neopisivo lijep, kao da gledate "Tajnu iza vrata" u Techicoloru!", a Rumsey Taylor: "Strani horori su dobrodošao odmak od konvencija i njegovanja inovacija. U pogledu tehničke moči kralj talijanske horor kinematografije je Dario Argento. Njegovo remek-djelo je neobična "Suspiria", koja ima najbolji slogan za bilo koji film strave...Ono što straši ljude nije prizor čudovišta nego nelagoda neizvjesnosti koja ju prethodi. Argento iskorištava tu paranoju kroz cijeli film. Njegovo čudovište se toliko iščekuje da kada se konačno pojavi na kraju njegova klišejizrana funkcija biva zaboravljena". Jeremy Heilman je napisao: "Sve je barokno i pretjerano, uključujući  i očito lažno nasilje, ali to daje filmu oučljiv stil koji ga čini uzbudljivim". S druge strane, David Nusair nije bio zadovoljan: "Suspiria" redatelja Darija Argenta je takozvani "klasik" horora kojega su hvalili i poštivali čak i kritičari koji inače ne vole taj žanr (Leonard Maltin, na primjer). Ali ja se ne mogu načuditi zbog čega se stvorila tolika fama, pošto je film dosadan i zastario...Ne može se osporiti da je "Suspiria" režirana sa stilom. Argento, iako još početnik, zna kako uokviriti kadar. No sav vizualni stil svijeta ne može nadoknaditi slab scenarij".

## Vanjske poveznice
- Suspiria u internetskoj bazi filmova IMDb-a
- Recenzije na Rottentomatoes.com
- Suspriria – esej Roberta Firschinga
- Suspiria – majka svih horora
- Filmna DVD-u